# Vilimoni Delasau
Vilimoni Waqatabu Delasau (Ba, 12 de julio de 1977) es un exjugador fiyiano de rugby que se desempeñaba como wing.

## Selección nacional
Debutó con los Flying Fijians en 2000 y jugó con ellos hasta 2008. En total jugó 29 partidos y marcó 11 tries (55 puntos).

### Participaciones en la Copa del Mundo
Delasau disputó dos Copas del Mundo: Australia 2003 y Francia 2007.
| Mundial                       | Sede      | Resultado        | PJ | Tries |
| ----------------------------- | --------- | ---------------- | -- | ----- |
| Copa Mundial de Rugby de 2003 | Australia | Primera fase     | 4  | 0     |
| Copa Mundial de Rugby de 2007 | Francia   | Cuartos de final | 5  | 3     |

## Palmarés
- Campeón del Super Rugby de 2005.
- Campeón del Top 14 de 2010-2011.
- Campeón del Rugby Pro D2 de 2001-2002.

- Datos: Q690729
- Multimedia: Vilimoni Delasau / Q690729